# Vivienne Westwood
Vivienne Isabel Westwood DBE (născută Swire, n. 8 aprilie 1941, Hollingworth⁠(d), Tameside, Anglia, Regatul Unit – d. 29 decembrie 2022, Greater London, Anglia, Regatul Unit ) a fost un designer de modă și femeie de afaceri engleză, una dintre principalele creatoare ale modei punk moderne și new wave.
Westwood a devenit cunoscută când a realizat haine pentru magazinul pe care ea și Malcolm McLaren⁠(d) îl conduceau pe King's Road⁠(d), magazin care a devenit cunoscut sub numele de SEX⁠(d).
Abilitatea lor de a sintetiza îmbrăcămintea și muzica a modelat scena punk din Marea Britanie din anii 1970, perioadă care a fost dominată de trupa lui McLaren, Sex Pistols. Ea a văzut punk-ul ca pe o modalitate de „a vedea dacă cineva ar putea pune o contră în sistem”.
Westwood a deschis patru magazine în Londra și, în cele din urmă, s-a extins în Marea Britanie și în lume, vânzând o gamă din ce în ce mai variată de mărfuri, dintre care unele i-au promovat numeroasele ei cauze politice, cum ar fi Campania pentru dezarmarea nucleară⁠(d), schimbările climatice și grupurile pentru drepturile civile.

## Viața și carieră

### Primii ani
Westwood s-a născut în satul Tintwistle, Cheshire, la 8 aprilie 1941, ca fiica lui Gordon Swire și Dora Swire (născută Ball), care s-au căsătorit la două săptămâni după izbucnirea celui de-al Doilea Război Mondial. La momentul nașterii lui Vivienne, tatăl ei era angajat ca depozitar într-o fabrică de avioane; mai înainte lucrase ca vânzător de legume.
În 1958, familia ei s-a mutat la Harrow⁠(d), iar Westwood a urmat un curs de bijutier și argintar la Universitatea din Westminster⁠(d), cunoscută atunci sub numele de Harrow Art School,, dar a părăsit școala după un semestru spunând: „Nu știam cum o fată ca mine, din clasa muncitoare, ar putea să își câștige existența în lumea artei”. După ce și-a luat un loc de muncă într-o fabrică și a studiat la o un institut pedagogic, a devenit profesoară de școală primară. În această perioadă, și-a creat propriile bijuterii, pe care le-a vândut la un stand de pe Portobello Road⁠(d).
În 1962, l-a cunoscut pe Derek Westwood, un ucenic al fabricii Hoover⁠(d), în Harrow. S-au căsătorit la 21 iulie 1962; Westwood și-a făcut propria rochie de mireasă. În 1963, ea a născut un fiu, Benjamin.

### Malcolm McLaren
Căsătoria lui Westwood cu Derek s-a încheiat după ce ea l-a cunoscut pe Malcolm McLaren⁠(d). Westwood și McLaren s-au mutat la Thurleigh Court din Balham⁠(d), unde s-a născut fiul lor Joseph Corré⁠(d) în 1967. Westwood a continuat să predea până în 1971 și a creat, de asemenea, haine pe care McLaren le-a proiectat. McLaren a devenit manager al trupei punk Sex Pistols, iar ulterior cei doi au atras atenția, deoarece trupa purta modelele lui Westwood și McLaren. 

### Epoca punk
Westwood a fost unul dintre arhitecții fenomenului modei punk din anii 1970, spunând „Eram mesianică în ceea ce privește punkul, încercând să vedem dacă puteam cumva pune o contră în sistem”. Magazinul pe care ea l-a administrat împreună cu McLaren, SEX, a fost un loc de întâlnire pentru primii membri ai scenei punk londoneze. Westwood a inspirat și stilul mai multor artiste punk, precum Viv Albertine⁠(d), care a scris în autobiografia ei: „Vivienne și Malcolm folosesc haine pentru a șoca, irita și provoca o reacție, dar și pentru a inspira schimbarea. Pulovere din mohair, tricotate pe ace mari, atât de lejer încât să se vadă prin ele, tricouri tăiate și scrise de mână, cusături și etichete pe exterior, care arată construcția piesei; aceste atitudini se reflectă în muzica pe care o facem. Este în regulă să nu fii perfect, să arăți funcționarea vieții tale și a minții tale în cântecele și hainele tale.”

### Colecții de modă

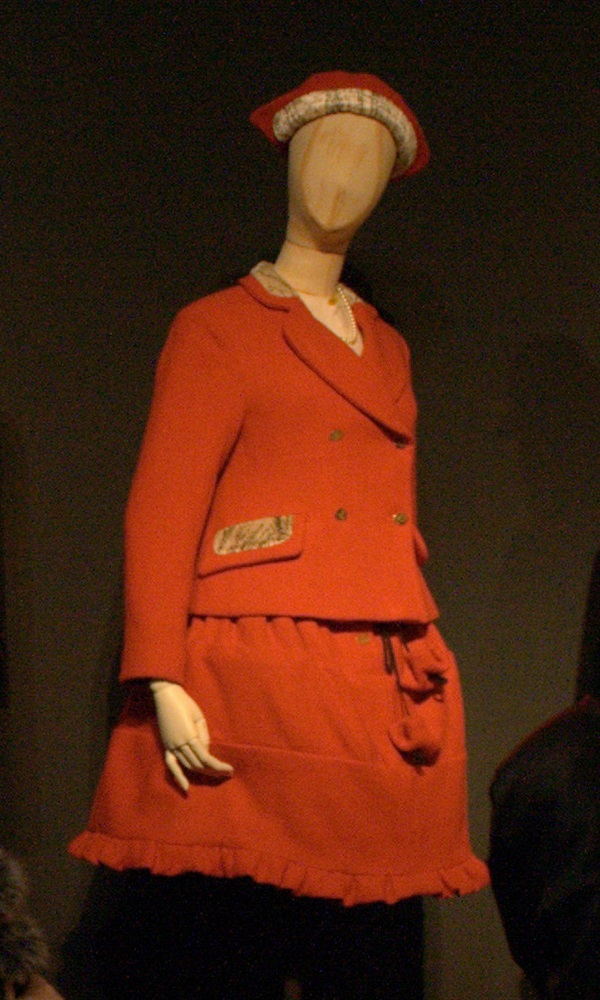
„Mini-Crini”, 1985–87

Designurile lui Westwood erau independente și reprezentau o declarație a propriilor ei valori. Ea a colaborat uneori cu Gary Ness, care a ajutat-o pe Westwood cu inspirații și titluri pentru colecțiile ei.
Prima colecție de modă a McLaren și Westwood care a fost prezentată presei și potențialilor cumpărători internaționali a fost Pirate. Ulterior, parteneriatul lor, care a fost subliniat de faptul că ambele nume au apărut pe toate etichetele, a produs colecții la Paris și Londra cu titlurile tematice Savages (prezentat la sfârșitul anului 1981), Buffalo/Nostalgia Of Mud (prezentat în primăvara anului 1982), Punkature ( afișat la sfârșitul anului 1982), Witches (prezentat la începutul anului 1983) și Worlds End 1984 (redenumit mai târziu Hypnos, afișat la sfârșitul anului 1983). După ce parteneriatul cu McLaren s-a dizolvat, Westwood a mai prezentat o colecție sub eticheta Worlds End: „Clint Eastwood” (sfârșitul anului 1984 – începutul anului 1985).
Ea a numit perioada 1981–85 „New Romantic” și 1988–91 drept „The Pagan Years” în timpul căreia „eroii lui Vivienne s-au schimbat de la punks și ragamuffins la fete „Tatler” purtând haine care parodiau clasa superioară”. Din 1985 până în 1987, Westwood s-a inspirat din baletul Petrushka pentru a proiecta mini-crini, o versiune prescurtată a crinolinei victoriene. Silueta sa plină mini a inspirat fustele pufball⁠(d) prezentate pe scară largă de designeri mai consacrați, precum Christian Lacroix⁠(d). Mini-criniul a fost descris în 1989 ca o combinație a două idealuri conflictuale - crinolina, reprezentând o „mitologie a restricției și a încărcării în rochia femeii”, și fusta mini, reprezentând o „mitologie la fel de dubioasă a eliberării”.
În 2007, Westwood a fost abordată de președintele King's College din Londra, Patricia Rawlings, pentru a proiecta o ținută academică pentru colegiu, după ce acesta a depus cu succes o petiție Consiliului Privat pentru dreptul de a acorda diplome. În 2008, au fost dezvăluite rochiile academice concepute de Westwood pentru King's College. Despre rochii, Westwood a comentat: „Prin reluarea hainei tradiționale am încercat să fac legătura între trecut, prezent și viitor. Suntem ceea ce știm.”

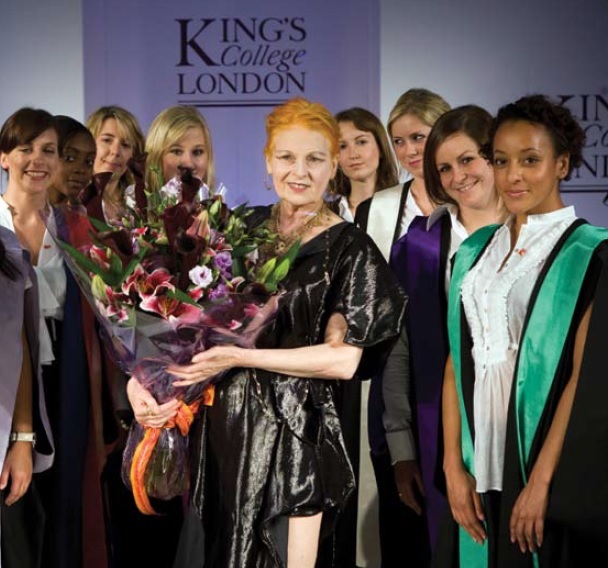
Rochie academică a King's College din Londra în diferite culori, proiectată și prezentată de Westwood în 2008

În iulie 2011, colecțiile lui Westwood au fost prezentate la prezentarea de modă The Brandery din Barcelona.
Westwood a lucrat îndeaproape cu Richard Branson pentru a proiecta uniforme pentru echipajul Virgin Atlantic. Uniforma pentru echipajul feminin era alcătuită dintr-un costum roșu, care accentua curbele și șoldurile femeilor și avea săgeți plasate strategic în jurul bustului. Uniforma bărbătească a constat dintr-un costum din trei piese gri și visiniu cu detalii pe revere⁠(d) și buzunare.
Westwood și Branson au fost amândoi pasionați de utilizarea materialelor durabile în toate proiectele lor pentru a reduce impactul asupra mediului și, prin urmare, au folosit poliester reciclat. Înainte de lansarea completă a design-urilor, cei doi au lansat câteva pentru o perioadă de probă cu piloți și echipajul de cabină și au făcut modificări folosind feedback-ul primit.

## Companiile Vivienne Westwood
În august 2011, compania lui Westwood, Vivienne Westwood Ltd, a fost de acord să plătească taxe de aproape 350.000 de lire sterline către HM Revenue and Customs (HMRC) pentru că a subestimat semnificativ valoarea mărcii sale. Afacerea ei din Marea Britanie a vândut drepturile asupra mărcilor ei înregistrate către Latimo, cu sediul în Luxemburg, pe care o controla, pentru 840.000 de lire sterline în 2002. După examinarea înțelegerii, HMRC a susținut că marca a fost subevaluată și, după negocieri, cele două părți au convenit că mărcile ei valorează mai mult decât dublul acestei sume. Evaluarea de 2 milioane de lire sterline a declanșat o taxă suplimentară de 348.463 lire sterline plus dobândă de 144.112 lire sterline, scadentă în 2009.
În martie 2012, Vivienne Westwood Group a ajuns la un acord pentru a pune capăt unei relații de franciză de lungă durată din Marea Britanie cu Hervia, cu sediul în Manchester, care a operat șapte magazine pentru lanțul de modă. Acordul a dus la încheierea unei dispute juridice, care a inclus trimiterea de proceduri la Înalta Curte⁠(d) de către Hervia pentru presupusa încălcare a contractului⁠(d), după ce Westwood a încercat să încheie acordul de franciză înainte de termenul convenit. S-a raportat că s-a ajuns la o înțelegere financiară între părți.
În 2013, tranziția unora dintre magazinele Hervia la Westwood, împreună cu economiile de costuri, a fost creditată pentru o creștere a profiturilor înainte de impozitare ale Vivienne Westwood Ltd la 5 milioane lire sterline față de 527.683 lire sterline în anul precedent, cu vânzări anuale de grup de 30,1  milioane lire sterline de la 25,4 milioane de lire sterline.
În anul următor, rezultatele companiei au arătat vânzări „dezamăgitoare”, cu o scădere de 2% la 29,5 milioane lire sterline și o scădere de 36% a profiturilor înainte de impozitare la 3,2 milioane lire sterline în 2013, conform conturilor postate la Companies House. Compania a anunțat: „În ultimul an, marjele au fost sub presiune din cauza naturii condițiilor mai largi de retail”.

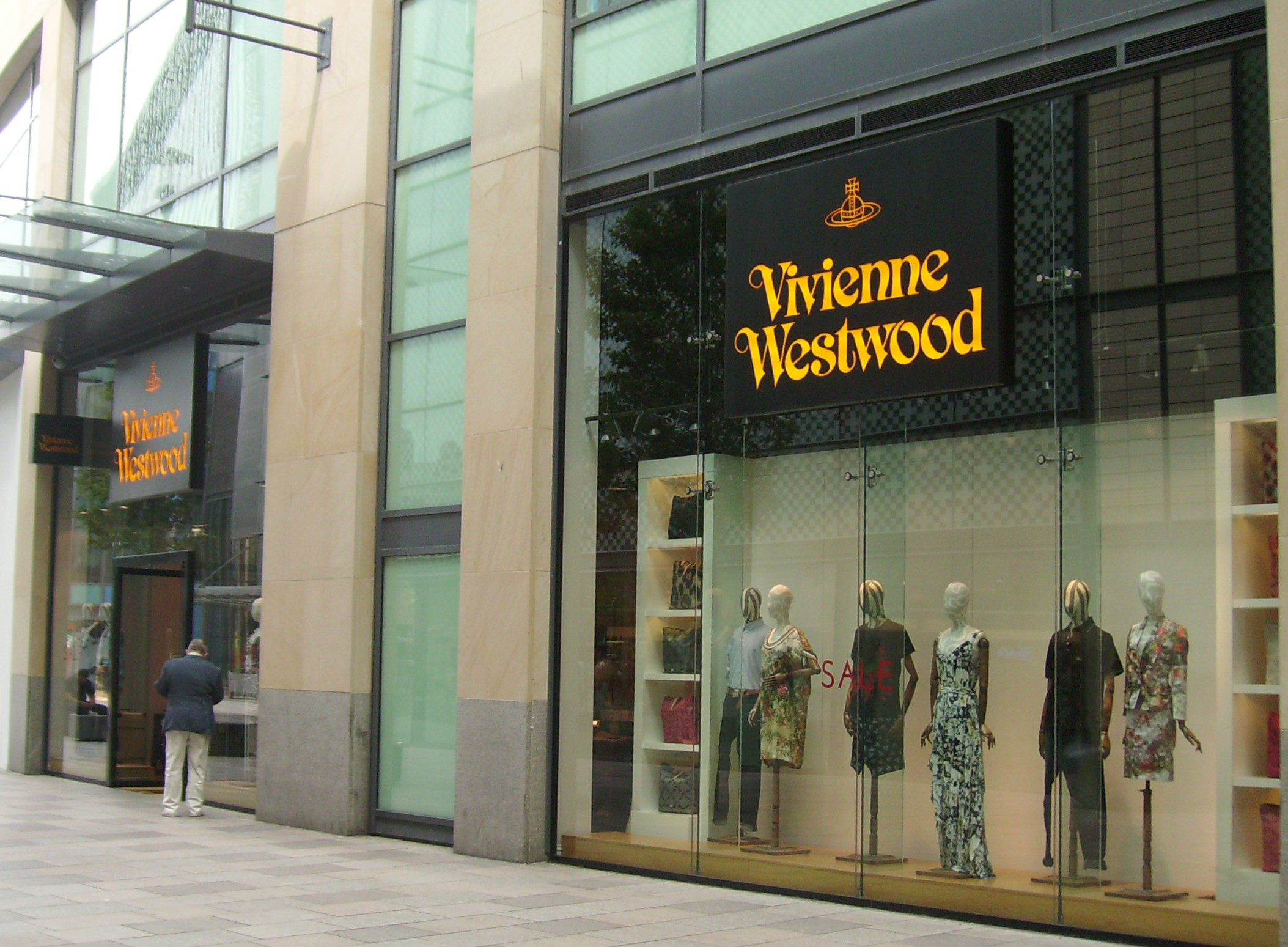
Magazin Vivienne Westwood din Cardiff în 2014

În iunie 2013, Westwood a anunțat că evită extinderea în continuare a afacerii sale ca o modalitate de a aborda problemele de mediu și durabilitate.
În martie 2015, compania a anunțat că va deschide un outlet cu trei etaje în centrul orașului Manhattan la sfârșitul anului 2015. Acesta era programat să fie urmat de un nou magazin de 3.200 de metri pătrați într-o clădire care găzduia și birourile și showroom-urile companiei în Rue Saint-Honoré din Paris, care urma să fie deschis la începutul anului 2016.
În 2015, Vivienne Westwood Ltd a operat 12 puncte de vânzare cu amănuntul în Marea Britanie, inclusiv un magazin outlet în Bicester Village. La acel moment existau 63 de magazine Westwood în întreaga lume, inclusiv nouă în China, nouă în Hong Kong, optsprezece în Coreea de Sud, șase în Taiwan, două în Thailanda și două în Statele Unite. Cu toate acestea, în iunie a acelui an, compania a raportat o scădere a profitului de la 3,2 milioane de lire sterline la 2,9 milioane de lire sterline în 2014, în ciuda unei creșteri de 8,4% a vânzărilor la 32 de milioane de lire sterline. Vivienne Westwood Ltd  a plătit taxe de licență de 1,6 milioane de lire sterline către Latimo și 646.033 de lire sterline pentru impozitul pe profit din Marea Britanie în 2014, o scădere cu 17% față de anul precedent.
Mai multe instituții de presă au raportat în 2015 că conturile pentru Vivienne Westwood Ltd arată cum compania plătea 2 milioane de lire sterline pe an companiei offshore Latimo, care a fost înființată în Luxemburg pentru dreptul de a folosi numele Westwood pe propria etichetă de modă. Latimo, pe care Westwood o controla ca acționar majoritar al companiilor sale, a fost înființată în 2002. Astfel de aranjamente, deși legale, au fost împotriva politicii Partidului Verzilor de a restrânge puternic utilizarea paradisurilor fiscale precum Luxemburg. În martie 2015, Westwood a spus: „Este important pentru mine ca afacerile mele să fie în concordanță cu valorile mele personale. Sunt impozitată în Marea Britanie pentru toate veniturile mele”. Mai târziu, în 2015, ea a spus că și-a restructurat aranjamentele fiscale pentru a încerca să le alinieze la politica Partidului Verzilor.

## Clienți și comisioane remarcabile
Dita Von Teese a purtat o rochie de mireasă violetă Westwood la ceremonia ei formală de nuntă, când s-a căsătorit cu Marilyn Manson în 2005.
Marion Cotillard a purtat o rochie fără bretele din satin roșu Westwood la premiera londoneză a filmului ei Public Enemies în 2009. În 2013, ea a purtat o rochie Westwood Couture cu dungi roz și fildeș la prânzul Chopard de la Cannes.
În 2011, Prințesa Eugenie a purtat trei modele Westwood pentru cina de dinainte de nuntă, ceremonia de nuntă și petrecerea de după nuntă la nunta Prințului William și Catherine Middleton.
Pharrell Williams a purtat o pălărie Westwood Buffalo la cea de-a 56-a ediție a Premiilor Grammy din 2014, care a fost inițial în colecția Westwood din 1982-1983. Pălăria a fost atât de populară încât și-a  inspirat propriul cont de Twitter. Pharrell a fost văzut pentru prima dată purtând o pălărie similară Westwood Buffalo în 2009.
În Final Fantasy XV, rochia de mireasă a lui Lunafreya Nox Fleuret a fost concepută de Westwood.

### Totul despre sex
Design-urile lui Westwood au fost prezentate în adaptarea cinematografică din 2008 a serialului de televiziune Totul despre sex. În film, Carrie Bradshaw se logodește cu iubitul ei Mr. Big. Fiind scriitoare la Vogue, este invitată de editorul ei să modeleze rochii de mireasă, inclusiv un design realizat de Westwood. Ulterior, rochia este trimisă lui Carrie cadou, cu o notă scrisă de mână de la Westwood însăși, iar Carrie decide să folosească rochia Westwood. Rochia de mireasă a fost descrisă ca fiind una dintre cele mai emblematice trăsături ale filmului, ceea ce a determinat-o pe Westwood să abordeze producătorii pentru implicarea în realizarea unei continuări. Această rochie a fost disponibilă pentru cumpărare de pe net-a-porter fiind disponibilă și ca versiune până la genunchi.

## Implicarea politică
În aprilie 1989, Westwood a apărut pe coperta Tatler îmbrăcat ca prim-ministru Margaret Thatcher. Costumul pe care îl purta Westwood fusese comandat pentru Thatcher, dar nu fusese încă livrat. Coperta, care avea descrierea „ Femeia asta a fost cândva punk”, a fost inclusă în lista The Guardian „cele mai bune coperți” ale revistelor din Marea Britanie.
În septembrie 2005, Westwood și-a unit forțele cu grupul britanic de drepturi civile Liberty și a lansat tricouri exclusive cu design limitat și îmbrăcăminte pentru bebeluși care purtau sloganul NU SUNT UN TEROIST, vă rog să nu mă arestați. Ea a spus că sprijină campania și apără habeas corpus. „Când eram la școală, profesorul meu de istorie, domnul Scott, a început să ia cursuri de implicare civică. Primul lucru pe care ni l-a explicat a fost statul fundamental de drept încorporat în habeas corpus. [...] Putem lua democrația ca un bun dat doar dacă insistăm asupra libertății noastre”, a spus ea. Vânzarea tricourilor realizate de ea cu 50 de lire sterline a strâns fonduri pentru organizație.
Westwood a declarat la televiziune în 2007 că și-a transferat conservatorilor sprijinul pe care pentru mult timp l-a oferit Partidul Laburist, cu privire la problemele libertăților civile și ale drepturilor omului. De la începutul lui 2015, ea a devenit o susținătoare a Partidului Verzilor.
În Duminica Paștelui 2008, ea a apărut la cea mai mare demonstrație pentru dezarmare nucleară din ultimii zece ani, la Atomic Weapons Establishment, Aldermaston, Berkshire.

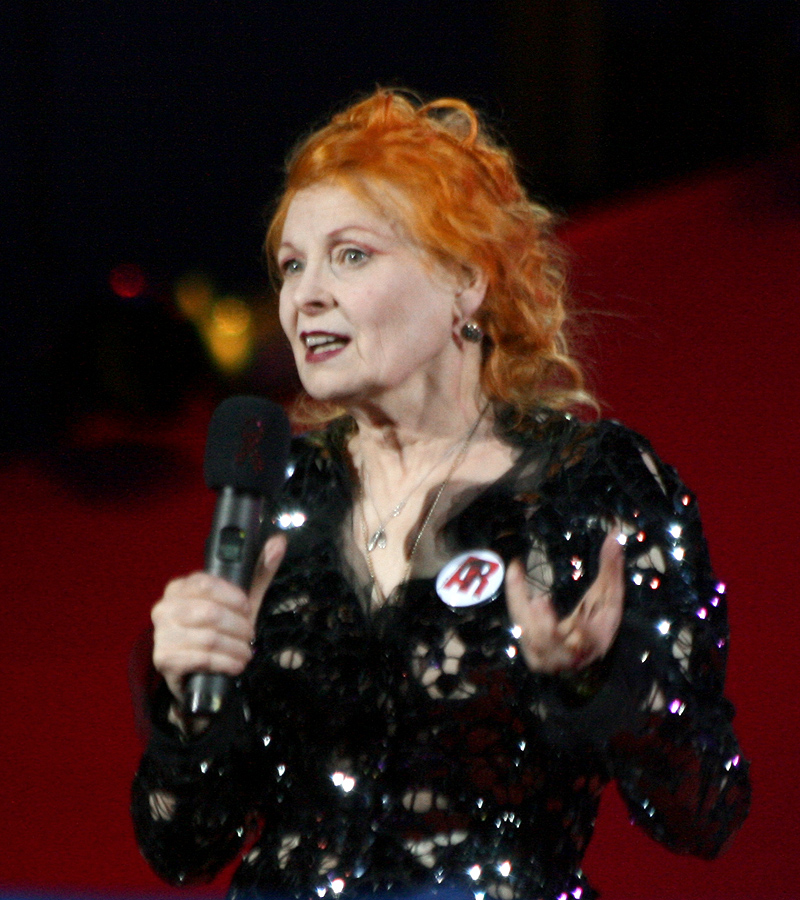
Westwood la Life Ball din Viena în 2011

În iunie 2013, Westwood și-a dedicat una dintre colecțiile lui Chelsea Manning, iar la prezentarea ei de modă, ea și toate modelele ei au purtat insigne mari ale lui Manning, cu cuvântul „Adevărul” sub poza ei. Anul următor, și-a tuns părul pentru a evidenția pericolele schimbărilor climatice. Ea a apărut și într-o campanie publicitară PETA pentru a promova Ziua Mondială a Apei și vegetarianismul, atrăgând atenția asupra consumului de apă din industria cărnii.
În 2014, Westwood a devenit ambasador pentru energia curată Trillion Fund.
În iunie 2017, Westwood l-a susținut pe liderul laburist Jeremy Corbyn pentru alegerile generale din 2017. Ea a spus: „Sunt încântată de manifestul Partidului Laburist pentru că totul se referă la distribuirea echitabilă a bogăției”. Ea a adăugat: „Jeremy [Corbyn] vrea în mod clar să devină verde și crearea unei distribuții echitabile a bogăției este punctul de plecare, de acolo putem construi o economie verde care ne va asigura viitorul”. În noiembrie 2019, împreună cu alte persoane publice, Westwood a semnat o scrisoare în care îl susține pe Corbyn, care îl descrie drept „un far de speranță în lupta împotriva naționalismului, xenofobiei și rasismului emergente de extremă dreaptă în mare parte din lumea democratică” și l-a susținut în Alegerile generale din Marea Britanie din 2019.

### Sprijinul Partidului Verzilor și excluderea din turul campaniei electorale din Regatul Unit
În ianuarie 2015, Westwood și-a anunțat sprijinul pentru Partidul Verzilor: „Investesc în Partidul Verzilor pentru că eu cred că este în interesul țării noastre și al economiei noastre”.
S-a raportat că ea a donat 300.000 de lire sterline pentru a finanța campania electorală a partidului.
În februarie 2015, Westwood a fost anunțată ca invitată specială în turneul de campanie al Verzilor We Are The Revolution al universităților engleze din orașe precum Liverpool, Norwich, Brighton și Sheffield.
În ajunul turneului, Westwood a fost exclusă de la apariția de către aripa de tineret a Partidului Verzilor, pe motiv că evitarea ei corporativă a impozitelor din Regatul Unit a încălcat politica partidului privind utilizarea paradisurilor off-shore. Mai târziu, ea a condamnat acest lucru drept „o oportunitate irosită” pentru Verzi. „Nu eram suficient de pură pentru ei”, a scris ea în jurnalul ei online.
Ulterior, Westwood și-a schimbat sprijinul la campanie în numele lui Nigel Askew, candidatul „We are the Reality Party” care se opunea liderului UKIP, Nigel Farage, în circumscripția Kent din Thanet South. Askew a obținut 126 de voturi în alegeri.

### Manifest de rezistență activă
Într-un interviu din 2007, Westwood a vorbit împotriva a ceea ce ea percepea drept „drogul consumerismului”, și în 2009 a participat la premiera filmului The Age of Stupid, un film menit să motiveze publicul să acționeze împotriva schimbărilor climatice.
Mai târziu, ea a creat un manifest numit Rezistența activă la propagandă , despre care a spus că se referă la căutarea artei în relație cu situația umană și schimbările climatice. În manifestul ei, ea a afirmat că „pătrunde până la rădăcina situației dificile umane și oferă soluția de bază. Avem posibilitatea de a deveni mai cultivați și, prin urmare, mai umani – sau, încurcându-ne ca de obicei, vom rămâne animale distructive și autodistrugătoare, victime ale propriei noastre inteligențe.”
Împotriva afirmației că anti-consumismul și moda se contrazic, ea a spus în 2007: „Nu mă simt confortabil să-mi apăr hainele. Dar dacă ai bani să-ți permiti, atunci cumpără ceva de la mine. Doar nu cumpăra prea mult.” Ea s-a confruntat cu critici din partea activiștilor ecologici care au susținut că, în ciuda apelurilor ei de a salva mediul, ea însăși nu a făcut concesii în a-și face îmbrăcămintea sau afacerea ecologică.
Manifestul a fost citit de Westwood într-o serie de locuri, inclusiv Muzeul Transporturilor din Londra, înainte de a fi pus în scenă la Bloomsbury Ballroom de către Forbidden London și Dave West pe 4 decembrie 2009. În piesă au jucat Michelle Ryan și o serie de alți actori britanici bine-cunoscuți.

### Julian Assange
Westwood a fost o susținătoare a lui Julian Assange și a cerut eliberarea din arest a acestuia. În 2012, ea și-a folosit aparițiile la Săptămâna Modei de la Londra pentru a face eforturi pentru eliberarea lui, prezentând tricourile „I am Julian Assange”. Ea l-a vizitat de mai multe ori în timpul azilului său politic la Ambasada Ecuadorului din Londra și în închisoarea Belmarsh, după arestarea sa în aprilie 2019. În iulie 2020, ea a protestat în fața tribunalului din Old Bailey din Londra împotriva posibilei extrădari a lui Assange în SUA, purtând un costum galben și suspendându-se într-o cușcă uriașă. Descriindu-se ca fiind canarul din mina de cărbune, ea a spus că a fost deja „pe jumătate otrăvită de corupția guvernamentală a legii și jocul de noroc al sistemului juridic de către guvern”.

## Întrebări privind sustenabilitatea hainelor Westwood
În 2013, publicația de modă de lux durabilă Eluxe Magazine a acuzat-o pe Westwood că folosește mișcarea verde ca instrument de marketing, pe baza faptului că anumite linii de modă și accesorii Westwood sunt produse în China. S-a descoperit că acestea includ PVC, poliester, raion și viscoză, toate derivate din substanțe chimice nocive. Eluxe a mai subliniat că, în ciuda afirmațiilor lui Westwood că consumatorii ar trebui să „cumpere mai puțin”, compania ei produce nouă colecții pe an (comparativ cu cele două ale designerului obișnuit). Westwood a fost, de asemenea, acuzată că folosește stagiari neplătiți în casa ei de modă și îi pune să lucreze peste 40 de ore pe săptămână; unii stagiari s-au plâns de felul în care au fost tratați de casa de modă.
În 2014, ca parte a colecției ei de primăvară/vară 15, Westwood a colaborat cu organizația nonprofit Farms Not Factories. Prezentate la Săptămâna Modei de la Milano, tricourile și gențile de tote au fost produse din bumbac organic din surse etice.

## Cărți
Westwood a fost, de asemenea, o autoare remarcată a unor cărți, cum ar fi Fashion in Art: The Second Empire and Impressionism, în care explorează lumea modei și artele și legăturile dintre ele.
Ediția limitată Vivienne Westwood Opus 2008 publicată pentru Săptămâna Modei de la Londra 2008, documentează opera lui Westwood și este, de asemenea, o operă de artă unică. Cartea măsoară 35,4 inch x 25,2 inch, cântărește 20 de kilograme și a fost produsă într-o ediție limitată totală de 900 de copii. Există 9 coperți și titluri diferite, fiecare numerotate de la 1 la 100: manifest, propagandă gandaci, pirați squiggle, ochi de propagandă, Sunt scump, AR-Vivienne Westwood, inocent, rezistență activă la propagandă și union jack. Opusul conține 97 de fotografii Polaroid de format mare, fiecare măsurând 19,7 inchi x 23,6 inci. Cei diin imagini sunt Westwood și prietenii și modelele ei, printre care Naomi Campbell, Kate Moss, Jerry Hall, Georgina May-Jagger, Ducesa de York Sarah Ferguson, Tim Burton, Sir Bob Geldof, Jasmine Guinness, Helena Bonham Carter.

## Recunoaștere
În 1992, Westwood a fost decorată cu Ordinul Imperiului Britanic  OBE, pe care l-a colectat de la Regina Elisabeta a II- a la Palatul Buckingham. La ceremonie, Westwood a fost surprinsă de un fotograf în curtea Palatului Buckingham . Westwood a spus mai târziu: „Am vrut să-mi arăt ținuta învârtind fusta. Nu mi-a trecut prin cap că, întrucât fotografi erau practic în genunchi, rezultatul va fi mai plin de farmec decât mă așteptam” și a adăugat: „Am auzit că poza a amuzat-o pe Regina.” Westwood a avansat de la OBE la DBE în Lista de onoare de Anul Nou din 2006 „pentru servicii pentru modă” și a câștigat de trei ori premiul pentru Designerul britanic al anului.
În 2007, Westwood a primit o bursă la King's College din Londra  și în 2008 a conceput 20 de ținute academice noi pe care studenții lui King să le poarte la ceremoniile de absolvire. În 2008, Universitatea Heriot-Watt i-a acordat lui Westwood un titlu onorific de doctor în litere pentru contribuția ei la industria modei și pentru utilizarea textilelor scoțiene.
În 2012, Westwood s-a numărat printre personalitățile culturale britanice alese de artistul Sir Peter Blake pentru a apărea într-o nouă versiune a celei mai faimoase opere ale sale de artă – Sgt. Beatles. Coperta albumului Pepper's Lonely Hearts Club Band – pentru a celebra personalitățile culturale britanice din viața sa pe care le admiră cel mai mult. Tot în 2012, Westwood a fost alesă ca una dintre personalitățile prezentare pentru a marca Jubileul de diamant al Reginei Elisabeta a II-a. Un grup de șapte academicieni, jurnaliști și istorici au ales-o pe Westwood într-un grup de 60 de oameni din Marea Britanie „ale căror acțiuni în timpul domniei Elisabetei a II-a au avut un impact semnificativ asupra vieților din aceste insule”. O ținută din tartan, concepută de Westwood, apare pe o timbru poștal comemorativ din Marea Britanie emis de Royal Mail în 2012, care sărbătorește Great British Fashion.
În octombrie 2014, biografia autorizată Vivienne Westwood de Ian Kelly a fost publicată de Picador. Paul Gorman a descris-o cartea ca fiind „plină de inexactități” pe baza mai multor erori din carte, inclusiv greșelile de ortografie a numelor popularelor vedete rock „Jimmy” Hendrix și Pete „Townsend” și identificarea greșită a datei primului concert Sex Pistols și a vârstei lui McLaren când a murit în 2010. Editorul Picador, Paul Baggaley, a declarat pentru The Bookseller : „Luăm întotdeauna foarte în serios orice erori care ne sunt aduse la cunoștință și, dacă este cazul, le corectăm.” Un purtător de cuvânt al Pan MacMillan, care a publicat o ediție australiană a biografiei, a confirmat că problema era tratată de avocații editorului.
În ianuarie 2011, Westwood a fost prezentată într-un documentar de televiziune de producție canadian numit Vivienne Westwood's London, în care îl duce pe spectator prin părțile ei preferate din Londra, inclusiv Institutul de Artă Courtauld, Colecția Wallace, Whitechapel (însoțită de Sara Stockbridge ), Hampton Court, London Symphony Orchestra, Brixton Market și Electric Avenue și National Gallery.
În 2016, Metropolitan Museum of Art din New York, a achiziționat un tricou Tits, proiectat de McLaren și Westwood și vândut la Seditionaries între 1976 și 1980.
În 2018, a avut premiera un film documentar despre Westwood, numit Westwood: Punk, Icon, Activist. În anul următor, Isabel Sanches Vegara a scris, iar Laura Callaghan a ilustrat-o pe Vivienne Westwood, în seria, Little People, Big Dreams, publicată de Frances Lincoln Publishing.

## Viața personală
Westwood a avut doi copii. Ben Westwood (născut în 1963), fiul ei cu Derek Westwood, este un fotograf erotic. Joseph Corré (născut în 1967), fiul ei cu Malcolm McLaren, este fondatorul brandului de lenjerie Agent Provocateur.
S-a căsătorit cu fostul ei student la modă, Andreas Kronthaler, în 1992.
Timp de 30 de ani, Westwood a locuit într-un fost apartament în Nightingale Lane, Clapham,  până când, în 2000, Kronthaler a convins-o să se mute într-o casă în stil Queen Anne din Clapham, care a fost construită în 1703 și care a aparținut cândva mamei căpitanului Cook. Westwood era o grădinară pasionată și o vegetariană.

### Aniversarea de 80 de ani
Pentru a sărbători cea de-a 80-a aniversare, Westwood a fost invitată de CIRCA, o platformă de artă fondată în 2020 de artistul britanic-irlandez Josef O'Connor, pentru a prezenta o nouă lucrare video pe ecranul Piccadilly Lights din Piccadilly Circus, Londra. În filmul de zece minute creat împreună cu fratele ei, icoana punk a interpretat o versiune rescrisă a „Without You” din My Fair Lady pentru a oferi un avertisment dur asupra indiferenței societății față de catastrofele ecologice care se profilează, un strigăt împotriva comerțului cu arme și a legăturii acestuia cu schimbările climatice: „Am un plan 2 pentru a salva lumea. Capitalismul este o economie de război + războiul este cel mai mare poluator, prin urmare Stop War + schimbarea economiei pentru distribuția echitabilă a bogăției în același timp: NO MANS LAND. Să fim clari, U + nu pot opri războiul doar așa. Dar putem opri producția de arme + asta ar stopa schimbările climatice cc + Crash financiar. Pe termen lung, acest lucru va opri războiul”. Într-un interviu pentru The Guardian, soțul ei Andreas Kronthaler a fost citat că a spus: „A fost o zi frumoasă, pentru că, pentru o dată, și-a dat voie să se bucure de ea”.

### Moarte
Westwood a murit în Clapham, Londra, pe 29 decembrie 2022, la vârsta de 81 de ani.
Fostul co-lider al deputatului Partidului Verzilor Caroline Lucas a spus despre Westwood: „O astfel de legendă, o inspirație uriașă, strălucitor de creativă și întotdeauna o activistă dedicată oamenilor și planetei – gândurile mele sunt la familia și prietenii ei – RIP”. 